# 아이즈 (후쿠시마현)

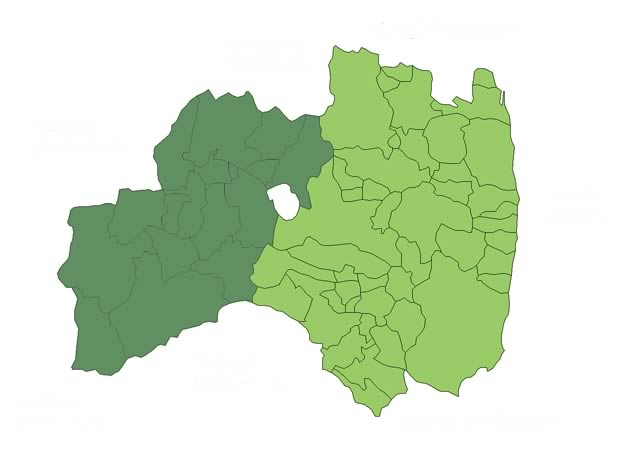
아이즈의 위치

아이즈(일본어: 会津)는 일본 후쿠시마현의 세 지방(아이즈, 나카도리, 하마도리) 중 서쪽에 있는 것이다. 이 지방의 주요 도시로 아이즈와카마쓰가 있다.

## 지리
아이즈 지방은 사방이 산으로 둘러싸여 있고, 오우산맥보다 서쪽에 위치하기 때문에 기후는 동해 쪽 기후를 나타내고 있으며, 폭설 지대로 유명하다.
지형
- 호수: 이나와시로호, 오색 늪
- 하천: 아가노강, 타다미강

### 교통망
철로
- 반에쓰사이선
- 다다미선
- 아이즈 철도 아이즈선

도로
- 반에쓰 자동차도
- 국도 제49호선: 동서 횡단 도로
- 국도 제121호선: 남북 종단 도로
- 국도 제252호선: 타다미 강 유역의 도로
- 국도 제289호선: 동서 횡단 도로

## 역사
율령제도 하에서 무쓰국이 설치되었고 그 중 군의 하나로서 아이즈군이 설치되었다. 그 후 헤이안 시대에 들어서 야마군이 분리되었고 이후 오누마군과 가와누마군이 분리되어 아이즈군과 함께 3군을 총칭해 아이즈 4군으로 불리게 되었다.
에도 시대에는 아이즈번의 영지가 되었고 번의 식산흥업 정책에 의해 그 이후에는 칠기 산업 등의 전통 공예가 많이 입지하고 있었다. 아이즈 번은 에도 막부 말기에는 마쓰다이라 가타모리가 교토 슈고직이 되어 고메이 천황의 신임을 얻었지만 고메이 천황의 사후에는 사쓰마번과 조슈번을 핵심으로 한 메이지 정부군과 대립해 보신 전쟁에서는 백호대으로 상징되는 참극의 무대가 되었다.
그리고 폐번치현을 앞두고 아이즈번의 영토는 메이지 정부 민정국에 의한 직할지가 되었다. 폐번치현 때 아이즈번의 영토를 범위로 하는 와카마쓰현이 성립했지만 1876년 8월 21일에 이와사키현(하마도리), 후쿠시마현(나카도리)과 합병해 현재의 후쿠시마현의 일부가 되었다.

## 같이 보기
- 아이즈번
- 아이즈 칠기
- 오키아가리코보시